# گلیم افشار سیرجان
یکی از گلیم‌های مشهور سیرجان در استان کرمان است.

## روش بافت
روش بافت در گلیم‌های سیرجان متصل و جفت قلاب است.

### ویژگی‌ها
از ویژگی‌های این گلیم شیرازه‌های ظریف و ریسمان‌های اضافه با طرح‌های مارپیچی ورنگ‌های آبی وطلایی است. قسمت‌های انتهایی گلیم‌ها به وسیله تارهای پنبه‌ای به صورت گیس‌های بلند بافته شده است برای جاینکه ریشه‌ها ریش‌ریش نشوند با پشم‌های رنگین بهم متصل شده‌اند.
در زمینه این گلیم‌ها مانند دیگر دست بافته‌های افشار، از گل‌های تزیینی کوچک وسفید استفاده می‌کنند.
در این گلیم‌ها گل‌ها به صورت منظم در متن و حاشیه‌ها قرار دارد.این گلیم‌ها در اندازه‌های کوچک و مستطیلی و بزرگ و مستطیلی بافته می‌شوند.

## رنگ‌های به کار رفته
رنگ‌ها به کار رفته در این گلیم محدود و بیشتر قرمز، آبی وسبز تیره است.

## وجه تسمیه
سیرجان شهری تاریخی در استان کرمان است و از بازارهای اصلی فرش و گلیم استان کرمان است.در جنوب غربی کرمان واقع شده است و این شهر با توجه به قرار گرفتن در محورهای اتصال در تقاطع یزد-بندرعباس و کرمان-شیراز همیشه مورد توجه بوده است.